# Jaume Destorrent i Casa-saja
Jaume Destorrent i Casa-saja   (Barcelona, c. 1430 - 1499) va ser ciutadà de Barcelona i polític, conseller en cap el 1478, 1484 i 1490.

## Biografia
Va ser doctor en dret per la Universitat de Lleida. El 1462, després de l'execució del seu germà Pere, va haver de fugir a Barcelona.
Mitjançant el seu matrimoni amb Violant Bertran i Malla, hereva de la baronia de Gelida, va ser senyor de Gelida des de 1485.
Participà en les Corts de Barcelona de 1480-1481, i el 1482 fou advocat de la Generalitat de Catalunya. Quan el 1484 tornà a ser conseller en cap de Barcelona, va enfrontar-se contra els camperols. Advocat municipal entre 1485 i 1490, era el cap del partit favorable a la intervenció del rei Ferran II en el municipi i que governava Barcelona durant el període de reformes i canvis polítics i econòmics.
Des de la seva posició d'advocat del General durant la crisi política de finals del segle xv, va participar en la confecció de l'informe acusador que convenç a Ferran II de suspendre el sistema d'eleccions a diputats. De resultes d'aquests canvis, va ser novament conseller en cap per nominació reial (1490-1491) i, posteriorment, regent de la cancelleria. Redactà el privilegi de 1493, pel qual governaria la ciutat fins a l'establiment el 1499 de la insaculació (elecció per sorteig a partir de llistes pactades), en col·laboració amb Jeroni Albanell i Dalmau.
A la seva mort deixà una fortuna considerable.